# Дом-гвоздь
Дом-гвоздь (кит. трад. 釘子戶, упр. 钉子户, пиньинь dīngzihù, палл. динцзыху) — неологизм, пришедший из китайского языка, который означает диссонирующее здание, находящееся в неположенном месте (например, среди новой квартальной застройки), упирающееся в дорогу или иной объект инфраструктуры. Другой вариант названия таких домов — упрямые гвозди. В США такие здания называются «holdout». Как правило, дом-гвоздь был когда-то частью посёлка или старого квартала, который снесли. Иногда при строительстве новых кварталов или дорог некоторые жители принципиально отказываются покидать свои дома, и в результате их здания сохраняются, но сильно выбиваются на фоне архитектуры и планировки новой застройки.
Дома-гвозди как массовое явление появились в Китае при хаотичной застройке крупных мегаполисов.  Также подобные диссонирующие здания можно встретить в США, Великобритании, Германии, Японии и других странаx. Во время строительства аэропорта Нарита в Японии с 1962 по 1985 год тысячи выселяемых домовладельцев организовали вооружённое сопротивление. Даже в 2007 году одна ферма по-прежнему находилась посреди взлётной полосы.

## Примеры

### Великобритания
- Ювелирный магазин братьев Шпигельхалтеров в Лондоне, вокруг которого в 1927 году было построено здание торгового центра Викхэмс[3].

### Китай
- Снос дома семьи Ян

### США
- Католическая церковь Святого Иосифа в Сан-Антонио, Техас. С трёх сторон почти вплотную окружена торговым центром Rivercenter[англ.][4].
- Пятиэтажное здание на углу флагманского магазина Macy’s на Манхэттене. В 1927 году было продано за рекордный по тем временам миллион долларов, из-за чего в СМИ получило название «Угол за миллион[англ.]».
- Домик Эдит Мейсфильд[англ.] в Сиэтле. Пожилая женщина отказалась от компенсации в миллион долларов за свой дом, который планировалось снести для строительства торгово-офисного центра, в результате чего новое здание построили вокруг него[5].

### Япония
- Ферма Такао Сито в токийском аэропорту Нарита. Со всех сторон окружена территорией аэропорта, проезд осуществляется по одному из автомобильных туннелей, проложенных под лётным полем. При расширении аэропорта в 1990-х годах Сито, чьи предки арендовали участок более 100 лет, категорически отказался покидать землю, из-за чего ВПП 16L/34R пришлось строить севернее, а некоторые РД прокладывать в обход фермы. В течение нескольких десятилетий Сито судился с аэропортом за право пользоваться арендованной землёй. В 2015 году он отверг предложение о компенсации за его участок в размере 180 миллионов йен. В том же году Верховный суд Японии вынес решение, предписывающее Сито оставить свои участки, но по состоянию на 2023 год его ферма находится на том же месте.[6][7].

## Культурное влияние
- Китайский государственный дистрибьютор картины Джеймса Кэмерона China Film Group Corporation запретила фильм «Аватар» в Китае вскоре после выхода из-за того, что китайское общество стало сопоставлять сюжет фильма со сложившейся проблемой, когда крупные строительные компании массово выгоняют жителей кварталов за малую компенсацию[8]. По мнению новостной газеты Los Angeles Times, китайское руководство опасалось, что это приведёт к увеличению количества домов-гвоздей в стране[9].
- По сюжету фильма «Батарейки не прилагаются» в конце фильма пожилая пара отстаивает право жить в своём доме, что вынуждает хозяина построить свою корпорацию вокруг дома.
- Студией Mirage Games была разработана сетевая флеш-игра под названием The Big Battle: Nail House Versus Demolition Team, где игрок должен не допустить снос здания и борется против крупной корпорации. Игра быстро завоевала популярность в Китае[10][11].
- Сюжет фильма 1974 года «Герби снова на ходу» сводится к противостоянию миллиардера мистера Хокка, который на месте разрушенного района хочет построить 133-этажное здание, и пожилой дамы, которая наотрез отказалась покинуть свой дом.
- В мультфильме «Вверх» главный герой Карл в попытке спасения своего дома от сноса привязывает его к воздушным шарам и улетает вместе с ним.
- В фильме «Бурлеск» владелица нео-бурлеск-клуба, кроме прочего, ведет борьбу с застройщиком.